# Casa Nova del Puig
Casa Nova del Puig és una masia de Gurb (Osona) inclosa a l'Inventari del Patrimoni Arquitectònic de Catalunya.

## Descripció
Correspon a una casa pairal de tipus clàssic, de planta quadrada i coberta a doble vessant, amb una part formada per uns porxos a un extrem.

## Història
Les lectures del parament i del sistema constructiu ens indiquen que hi ha dues etapes constructives molt diferenciades:
-	La masia pròpiament dita;
-	Una estructura adossada amb una galeria o terrat amb barana de fusta.
La primera etapa correspondria a una data gravada a la llinda de pedra de la porta principal, 1797. La segona etapa entraria ja al segle xx.